# Scienza dei sistemi

Rappresentazione della società umana usando il pensiero sistemico.

Scienza dei sistemi - sistemologia (greco. σύστημα - systema, λόγος - lògos) o teoria dei sistemi è un campo di ricerca interdisciplinare che studia la natura dei sistemi (dal semplice al complesso) in natura, negli ambiti sociali a nella scienza stessa. Questo campo di ricerca tende a sviluppare le fondazioni interdisciplinari che siano applicabili in varie aree, come l'ingegneria, la biologia, la medicina e le scienze sociali.
La scienza dei sistemi comprende discipline formali quali: scienza dei sistemi complessi, cibernetica, teoria della dinamica dei sistemi, teoria dei sistemi e applicazioni nel campo delle scienze naturali e sociali ed nell'ingegneria, come: teoria del controllo, ricerca operazionale, teoria dei sistemi sociali, biologia sistemica, dinamica dei sistemi, fattori umani, ecologia sistemica, ingegneria sistemica e psicologia sistemica. I temi normalmente evidenziati nella scienza sistemica sono (a) il punto di vista olistico, (b) l'interazione tra il sistema e l'ambiente in cui è inserito, e (c) i percorsi complessi (o indiretti) della dinamica del sistema che alcune volte sono stabili (e quindi che si rinforzano), mentre in diverse 'condizioni limite' possono diventare molto instabili (e quindi distruttivi). Interrogativi sulle dinamiche a livello planetario (Terrestre) della biosfera/geosfera sono un esempio dei tipi di problemi a cui la scienza dei sistemi cerca di dare significativi contributi.

## Teorie
Fin dalla nascita della ricerca sui sistemi generici (general systems research) negli anni 50 del XX secolo, il pensiero sistemico e la scienza dei sistemi si sono sviluppate in molti quadri teorici.

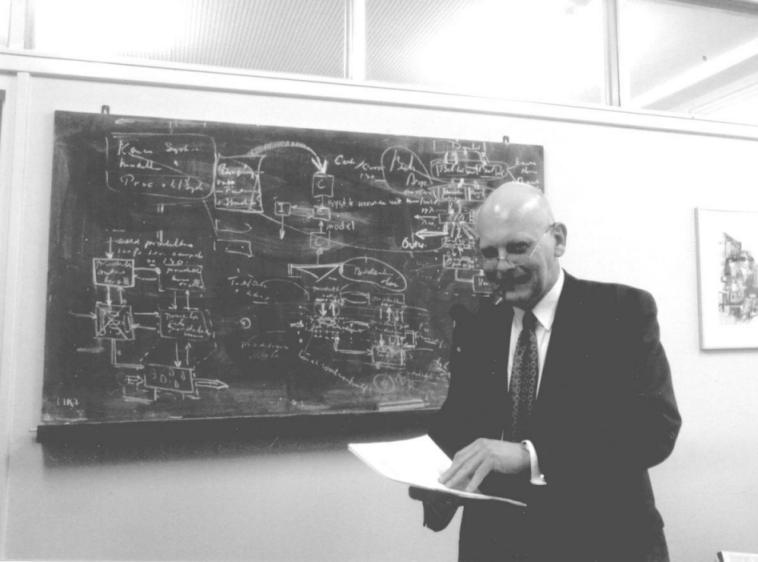
Note sui Sistemi di Henk Bikker, TU Delft, 1991